# Rolando Sánchez Mejías
Rolando Sánchez Mejías (Holguín, Cuba, 18 de junio de 1959) es un poeta, narrador y ensayista cubano. Vive exiliado en Barcelona desde 1997.
Fundador en 1993, en La Habana, del grupo Diáspora(s), así como de la revista homónima de literatura y pensamiento —publicada en Cuba al margen del Estado en forma de samizdat entre 1997 y 2002—, que se propuso cierta renovación y debate alrededor de la tradición literaria cubana, el estado de las letras de la isla en esos años y su apertura al ámbito internacional.
Estudió química industrial y ejerce de profesor de creación literaria. En Cuba recibió el Premio Nacional de la Crítica en 1993 y 1994. Algunos de sus relatos, ensayos y poemas han sido antologados y traducidos a varios idiomas, entre ellos al inglés, alemán, francés, checo y al portugués.
Incluido en el libro colectivo Nuevos narradores cubanos, a cargo de Michi Strausfeld (Siruela, 2000, 2002), es compilador de las antologías 9 poetas cubanos del siglo XX (Mondadori, Barcelona, 2000), Obras maestras del relato breve (Océano, Barcelona, 2002), Antología del cuento chino maravilloso (Océano Ámbar, 2003) y de Dossier. 26 nuevos poetas cubanos. Mapa imaginario (Embajada de Francia en Cuba-Instituto Cubano del Libro, La Habana, 1995), una polémica antología de poetas de su generación. Sus textos han sido recogidos en numerosas selecciones del relato y la poesía latinoamericanos.
Ha vivido durante algunos períodos en Francia y Alemania. Imparte cursos y conferencias en numerosos países. 

## Obras
- Collage en azul adorable (Letras cubanas, 1991).
- Cinco piezas narrativas (Extramuros, 1992).
- La noche profunda del mundo (Letras cubanas, 1993).
- Derivas (Letras cubanas, 1994).
- Escrituras (Letras cubanas, 1994).
- Cálculo de Lindes (Aldus, México, 2000).
- Historias de Olmo (Siruela, Madrid, 2001).
- Cuaderno de Feldafing (Siruela, Madrid, 2003).
- Cuaderno blanco (Linkgua, Barcelona, 2006).
- Mecánica celeste. Cálculo de lindes 1986-2015 (Bokeh, Leiden, 2016).
- La condición totalitaria (Casa Vacía, Richmond, 2020).